# Turbine Wells

Une turbine Wells est une turbine destinée à être utilisée pour produire de l'électricité à partir de l'énergie des vagues. Dans des systèmes à colonne d'eau oscillante, cette turbine évite d'avoir à redresser le sens de circulation de l'air à l'aide de systèmes de valves délicates et coûteuses. 
Ce dispositif a été développé par le professeur Alan Wells de Université Queen's de Belfast à la fin des années 1980.

## Caractéristiques
Elle conserve son sens de rotation malgré l'alternance de direction du flux d'air, qui est mû par la montée et la descente de la surface de l'eau dans une chambre de compression. Ses ailes ont un profil symétrique, le plan de symétrie étant dans le plan de rotation et perpendiculaire au flux d'air. 
Son efficacité est plus faible que celle d'une turbine à direction d'air constante et profil d'aile asymétrique. L'une des raisons est que les ailes symétriques ont un coefficient de traînée supérieur aux ailes asymétriques, même dans des conditions optimales. Aussi, dans la turbine Wells, l'aile symétrique est utilisé avec un grand angle d'attaque (c'est-à-dire un rapport vitesse de l'aile / vitesse de l'air faible), ce qui se produit pendant le maximum de vitesse de l'air, dans un flux alternatif. Ensuite le flux d'air s'annule et la portance disparait. L'efficacité des turbines Wells en débit oscillant atteint des valeurs comprises entre 0,4 et 0,7. 
Un autre inconvénient est l'impossibilité d'auto-démarrage. Pour lancer la turbine, la génératrice doit être momentanément utilisée comme moteur, ce qui consomme de l'énergie. 
Une autre solution au problème posé par une turbine indépendante du sens du courant est la turbine de Gorlov GHT (en) dérivée des turbines à air Darrieus. 

### Sources
- (en) Cet article est partiellement ou en totalité issu de l’article de Wikipédia en anglais intitulé « Wells turbine » (voir la liste des auteurs).